# Afrikaanse roodborsttapuit
De Afrikaanse roodborsttapuit (Saxicola torquatus) is een kleine zangvogel die behoort tot de vliegenvangers, net als zijn verwant de (gewone) roodborsttapuit.
Deze roodborsttapuit wordt ook wel gerekend tot de supersoort Saxicola torquatus (bijvoorbeeld door de IUCN). In dat geval worden soorten die zich in Europa,  Azië (Siberië en de gematigde klimaatzone), de Canarische eilanden, Réunion, het Arabisch Schiereiland, Afrika en Madagaskar beschouwd als ondersoorten. Volgens de IOC geldt de naam Saxicola torquatus nu alleen voor deze soort die in Afrika ten zuiden van de Sahara voorkomt.

## Kenmerken
Het verenkleed van deze 12,5 cm lange vogel is aan de bovenzijde zwart met roestbruine veerranden. Het mannetje heeft een zwarte kop en keel, terwijl de zijkant van de hals wit is en de achterkant gevlekt. De vleugels bevatten een smalle witte streep. Borst en flanken zijn roodbruin, de buik is roomkleurig. De stuit bevat een witte vlek, die in de herfst doffer is. Het verenkleed van het vrouwtje is bruiner en gestreept. De kin en keel zijn bruinzwart en de zijhals geel.

## Leefwijze
Het voedsel bestaat uit insecten, larven, wormen, spinnen en zaadjes.

## Verspreiding en leefgebied
De soort komt voor in Afrika ten zuiden van de Sahara en op het Arabisch schiereiland. Er zijn zestien ondersoorten:
- S. t. felix: zuidwestelijk Saoedi-Arabië en westelijk Jemen.
- S. t. albofasciatus: van zuidoostelijk Soedan en noordoostelijk Oeganda tot centraal Ethiopië.
- S. t. jebelmarrae: oostelijk Tsjaad en westelijk Soedan.
- S. t. moptanus: Senegal en zuidelijk Mali.
- S. t. nebularum: Sierra Leone en westelijk Ivoorkust.
- S. t. axillaris: oostelijk Congo-Kinshasa, Kenia, noordelijk en westelijk Tanzania.
- S. t. promiscuus: van zuidelijk Tanzania tot oostelijk Zimbabwe en westelijk Mozambique.
- S. t. salax: van oostelijk Nigeria tot noordwestelijk Angola, Bioko.
- S. t. stonei: van oostelijk en zuidelijk Angola tot zuidwestelijk Tanzania, zuidelijk naar noordelijk Zuid-Afrika en Botswana.
- S. t. clanceyi: de westkust van Zuid-Afrika.
- S. t. torquatus: centraal Zuid-Afrika.
- S. t. oreobates: Lesotho.
- S. t. voeltzkowi: Grande Comore.
- S. t. sibilla (madagaskarroodborsttapuit): Madagaskar, uitgezonderd het noordelijk en centrale deel.
- S. t. tsaratananae: noordelijk Madagaskar.
- S. t. ankaratrae: centraal Madagaskar.

De vogel leeft op zandige terreinen, in duinen en droge weiden, op heide en rotsige, ruige terreinen.